# Gemini 8
Gemini 8 – szósty załogowy lot w ramach programu Gemini. W trakcie misji odbyło się pierwsze w historii dokowanie dwóch statków kosmicznych na orbicie. Jednak 30 minut po połączeniu zestaw Gemini 8 – Agena zaczął wirować a załoga powróciła na Ziemię w trybie awaryjnym.

## Załoga

### Podstawowa
Po locie Gemini 5 oficjalnie ogłoszono, że załoga dublerska tej misji będzie podstawową Gemini 8. W grudniu 1965 r. mający problemy zdrowotne Elliott See został zastąpiony przez Davida Scotta.
- Neil Armstrong (1) - dowódca
- David Scott (1) - pilot

### Rezerwowa
- Charles Conrad (2) - dowódca
- Richard Gordon (1) - pilot

### CapCom
- Walter Cunningham (przylądek Canaveral)
- James Lovell (Houston)

## Parametry misji
- Masa: 3 789 kg
- Perygeum: 159,9 km
- Apogeum: 298,7 km
- Inklinacja: 29,02°
- Okres orbitalny: 88,83 min
- Czas trwania misji: 10 godz. 41 min. 26 s.
- Przebyta odległość: 293 206 km

### Parametry dokowania
- Dokowanie: 16 marca, 22:14
- Separacja: 16 marca, 22:45

## Cele
- przeprowadzić spotkanie i kilkakrotne dokowanie (zrealizowany)
- przeprowadzić dwugodzinny[1] spacer kosmiczny (niezrealizowany). David Scott miał opuścić statek na czas pełnego okrążenia Ziemi[2].
- cele drugoplanowe obejmowały manewrowanie połączonymi pojazdami i 10 eksperymentów naukowych, które miały zostać przeprowadzone na pokładzie[1].
- planowany czas trwania misji miał wynieść około 71 godzin[2].

## Lot

### Przygotowania
8 stycznia 1966 r. na przylądek Canaveral dostarczono statek Gemini 8. 13 stycznia rakieta Titan II 62-12563 została umieszczona na wyrzutni, zaś 31 stycznia na jej szczycie zamontowano pojazd Gemini. 17 lutego odbyło się próbne tankowanie. 

### Start Ageny
Start Ageny, oznaczonej jako GATV 8, miał miejsce 16 marca 1966 r. Agena Target Vehicle wszedł na orbitę dokowania.

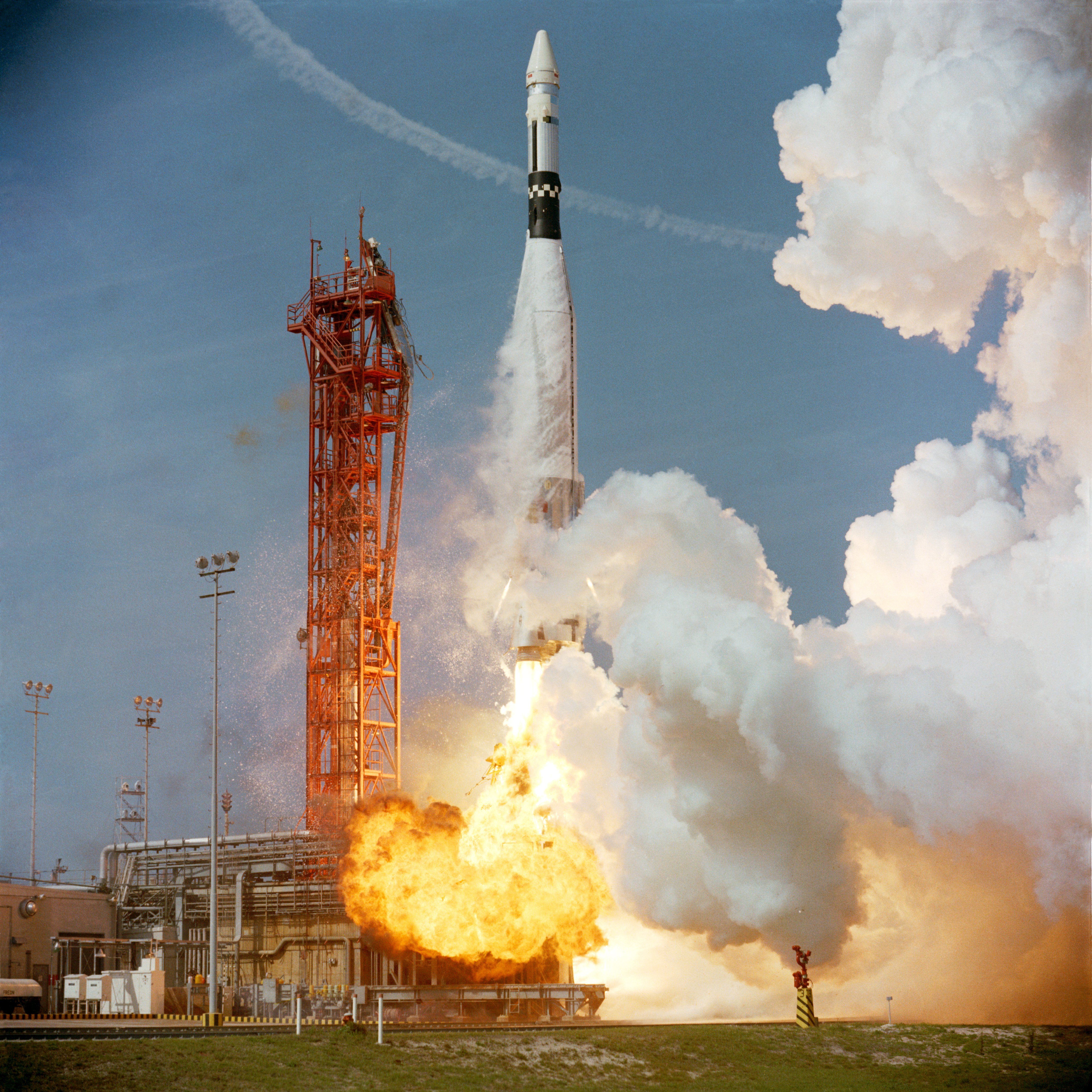
Start Ageny

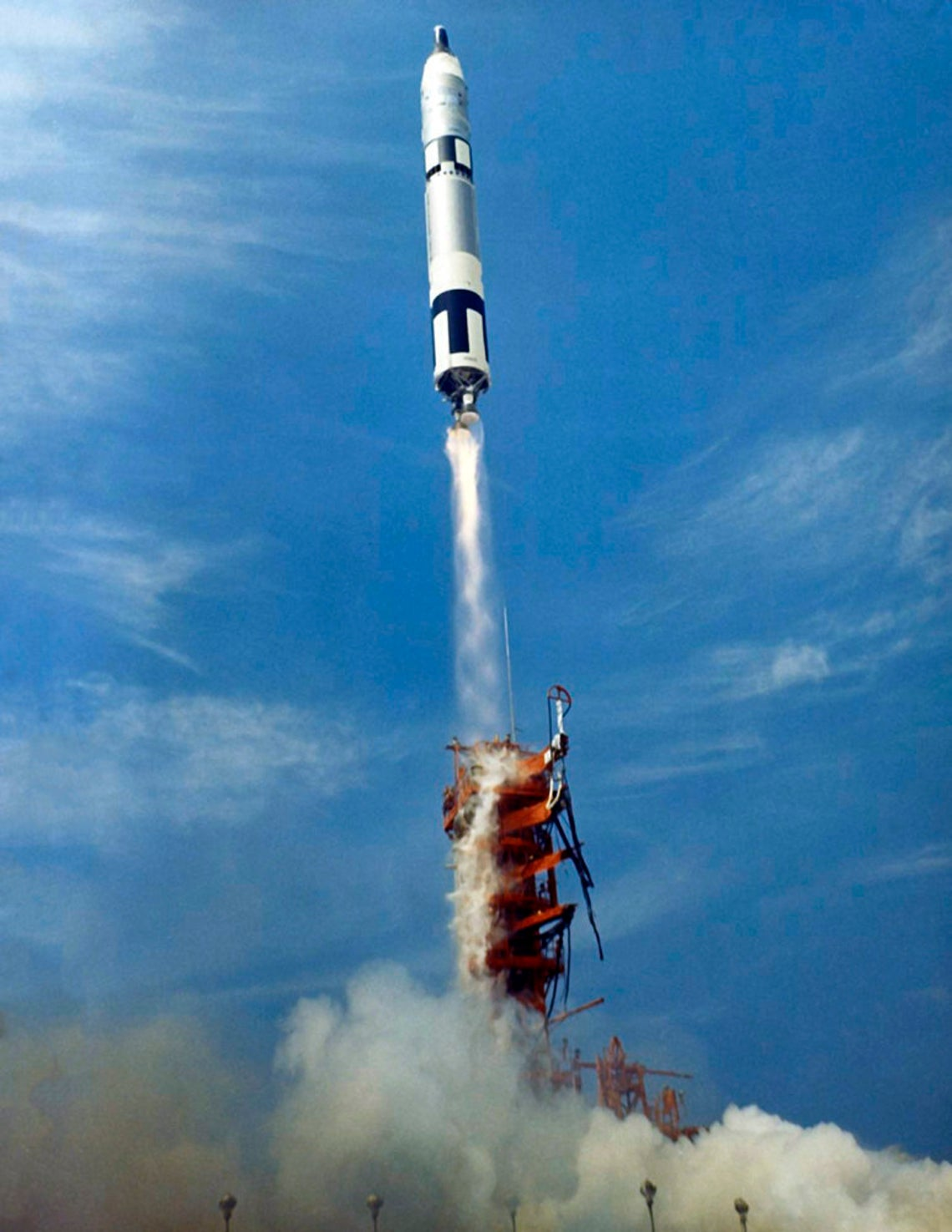
Start rakiety Titan II ze statkiem kosmicznym Gemini 8

### Start Gemini
Start nastąpił z jednodniowym opóźnieniem, spowodowanym koniecznością naprawy niewielkich usterek pojazdu i rakiety nośnej. Po pobudce astronauci przeszli krótkie badania medyczne, a następnie udali się na śniadanie. Zgodnie z obowiązującą od lotu MR-3 tradycją składało się ono z jajek i steku. Następnie załoga założyła skafandry G4C i udała się AstroVanem na stanowisko startowe LC-19. Tam astronauci przeszli końcowe przygotowania w White Roomie i zajęli miejsca w pojeździe. O godz. 16:41:02 nastąpił start. Po pięciu minutach statek znalazł się na niskiej orbicie okołoziemskiej, a astronauci rozpoczęli przygotowania do dokowania.

### Przebieg lotu
Po raz pierwszy NASA udało się wysłać jednocześnie na orbitę kapsułę Gemini oraz rakietę Agena. Celem było połączenie ich na orbicie. Udane dokowanie odbyło się 6 godzin i 30 minut po starcie Gemini 8. Był to niewątpliwy sukces, którym astronauci na orbicie i kontrolerzy na Ziemi mogli się cieszyć przez całe pół godziny. Potem nastąpiły najbardziej dramatyczne wydarzenia w całej dotychczasowej historii amerykańskich lotów załogowych w kosmos.
Astronauci trzykrotnie użyli silników kapsuły, by znaleźć się na tej samej orbicie co Agena. Kontroler zauważył jednak, że nieco zboczyli z kursu, co musiało być skutkiem nieprawidłowego działania jednego z silników. Zalecił więc, by skorygowali pozycję. Radar Gemini 8 wychwycił Agenę, gdy statek był od niej oddalony o 332 km. Po 3 godzinach i 48 minutach Armstrong i Scott po raz kolejny odpalili silniki i znaleźli się 28 kilometrów poniżej orbity Ageny. Zobaczyli rakietę, gdy dzieliło ich od niej 140 km. Kiedy Agena znalazła się w odległości 102 km od kapsuły, przekazali sterowanie statkiem komputerowi pokładowemu. Neil Armstrong wykonał ręcznie manewr dokowania. Było to pierwsze w historii udane połączenie statków na orbicie. Trzydzieści minut później zestaw Gemini – Agena zaczął się niespodziewanie obracać. Astronauci nie wiedzieli, że w obwodach Gemini doszło do zwarcia, które spowodowało uruchomienie silnika manewrowego. Również Centrum Kontroli Misji nie znało przyczyny awarii. Początkowo silnik pracował z przerwami, potem działał już ciągle. Armstrong uporał się z tym problemem, wykorzystując orbitalny system sterowania (OAMS), jednak gdy tylko wyłączył silniki manewrowe, statki zaczęły wykonywać piruet. Astronauci doszli do wniosku, że źródłem kłopotów musi być Agena i natychmiast wyłączyli jej systemy. Zestaw stanął w miejscu, ale tylko na chwilę. Kilka minut później kapsuła Gemini 8 i Agena zaczęły się ponownie obracać. Armstrong i Scott zauważyli, że pozostało im jedynie 30% paliwa w silnikach systemu orientacji. Zrozumieli, że źródłem problemów jest statek Gemini. Astronauci przekazali kontrolerom na Ziemi sterowanie Ageną i odłączyli się od niej. W tej samej chwili kapsuła Gemini 8 zaczęła się obracać jeszcze szybciej – statek wykonywał jeden pełny obrót na sekundę. Po oddzieleniu pojazdów masa statku Gemini była niemal dwukrotnie mniejsza niż  masy połączonych pojazdów. W związku z tym wpływ ciągle pracującego silnika był obecnie dwukrotnie silniejszy. Sytuacja stała się krytyczna. Jedynym rozwiązaniem było wyłączenie systemu OAMS i wykorzystanie silników systemu sterowania reakcyjnego przeznaczonych do sterowania w czasie wejścia w atmosferę. Astronauci musieli ustabilizować statek, którego obroty doprowadziły ich niemal do utraty przytomności. Kiedy kapsuła przestała się obracać, zaczęli eksperymentować z OAMS i doszli do wniosku, że jeden z silniczków systemu działa niezależnie od wydawanych komend. Armstrong i Scott zostali zmuszeni do natychmiastowego lądowania zaledwie 10 godzin po starcie. Wodowali w rejonie rezerwowym, na Pacyfiku. Oczywiście Scott nie odbył swojego zaplanowanego dwugodzinnego spaceru w kosmosie. Neil Armstrong, doświadczony pilot i oblatywacz, mający na koncie loty doświadczalnym samolotem rakietowym X-15, wykazał się w tej misji wprost niezwykłymi umiejętnościami i opanowaniem.

Agena kontynuowała swoją misję jeszcze przez dwa dni, zgodnie z planem opracowanym przez Centrum Kontroli. Rakieta wykonała dziesięć manewrów, całkowicie zużywając zapasy paliwa i energii elektrycznej. Ponad pięć tysięcy komend później Agena zamilkła.

### Wodowanie
Zespoły ratownicze znajdujące się na Pacyfiku zostały powiadomione, że awaryjne miejsce wodowania znajduje się około 800 kilometrów na wschód od Okinawy. Natychmiast na miejsce przypuszczalnego wodowania ruszyły cztery samoloty  z tratwami i spadochroniarzami. Niszczyciel USS „Mason” w tym czasie znajdował się około 160 km od miejsca wodowania. Pozbawiona łączności załoga, schodząc z orbity nad środkową Afryką, była zdana tylko na siebie. Kapsuła Gemini 8 wodowała na zachodnim Pacyfiku 17 marca 1966 roku o godzinie 03:22:28. Natychmiast pojawił się samolot ratowniczy (hydroplan), a piętnaście minut później w niewielkiej odległości wylądowali spadochroniarze Lotniczych Operacji Specjalnych z tratwami i pływakami. Ponieważ oczekiwano astronautów na Atlantyku, upłynęły trzy godziny, zanim załogę podjęto z wody na niszczyciel.

### Podsumowanie
Misja wyjątkowa z dwóch powodów. Pierwszy: udało się po raz pierwszy połączyć na orbicie z drugim pojazdem. Drugi: Astronauci znaleźli się w tak dużym niebezpieczeństwie, że zostali zmuszeni do przerwania misji i awaryjnego powrotu na Ziemię.
Najważniejszą nauką wyniesioną z tej misji, była konieczność rozpatrywania połączonych statków jako jeden spójny system. Lekcja wyniesiona z tej misji okazała się bezcenna podczas lotu Apollo 13.